# Viola inconspicua
Viola inconspicua är en violväxtart som beskrevs av Carl Ludwig von Blume. Viola inconspicua ingår i släktet violer, och familjen violväxter. Inga underarter finns listade i Catalogue of Life.